# Bitwa pod Jiczynem
Bitwa pod Jiczynem (niem. Schlacht bei Gitschin) – starcie zbrojne, które miało miejsce 29 czerwca 1866 nieopodal miasta Jiczyn w Czechach, pomiędzy pruską Armią Łaby, a austriacką Armią Izery podczas wojny prusko-austriackiej o hegemonię w Związku Niemieckim. Intensywne starcia miały miejsce w miejscowościach Dílce, Železnice, w rejonie Skał Prachowskich oraz w centrum miasta.
Armia Izery mimo obietnic nie otrzymała żadnej pomocy od austriackiej Armii Północnej. Bitwa zakończyła się porażką wojsk austriackich, które w jej wyniku zostały odepchnięte na pozycje koncentracji pod Sadovą (Königgrätz).
W bitwie wziął udział batalion lekkiej piechoty (fizylierów) 5. Brandenburskiego Pułku Piechoty nr 48, który stacjonował w Kostrzynie nad Odrą. Bitwa ta była chrztem bojowym tej jednostki. Z tej okazji postawiono pomnik „dla upamiętnienia bitwy pod Jiczynem”. Zaginął on po II wojnie światowej a odnaleziono go w roku 2024. 